# Sna Oquil
Sna Oquil är en ort i Mexiko.   Den ligger i kommunen Huixtán och delstaten Chiapas, i den sydöstra delen av landet, 800 km öster om huvudstaden Mexico City. Sna Oquil ligger 2 027 meter över havet och antalet invånare är 122.
Terrängen runt Sna Oquil är kuperad. Runt Sna Oquil är det glesbefolkat, med 17 invånare per kvadratkilometer. Närmaste större samhälle är Chanal, 13,1 km sydost om Sna Oquil. I omgivningarna runt Sna Oquil växer huvudsakligen savannskog.